# LOOP (videokunst)
LOOP is een sinds 2003 jaarlijks terugkerend platform voor videokunst in Barcelona.
Het platform neemt de vorm aan van een kunstfestival, beurs en verscheidene conferenties. Gedurende een periode van twee weken presenteert het LOOP Festival werk van kunstenaars op locaties rondom Barcelona. Tegelijkertijd presenteren galerieën die door het commissie van de LOOP Fair zijn uitgenodigd recente werken van opkomende en bekende kunstenaars.
LOOP reikt jaarlijks drie prijzen uit: de Screen Projects Award, voor de beste bijdrage van een galerie; de LOOP Catalonia Award, voor het beste werk van een galerie en de MACBA Award. Het platform wordt gefinancierd door de overheid van Catalonië, de Spaanse ministerie van cultuur en een aantal institutionele en zakelijke sponsoren.